# Georgia Brown (cantante brasileña)
Rossana Monti (Nápoles, 29 de junio de 1980), conocida por su nombre artístico Georgia Brown, es una cantante italiana nacionalizada brasileña, conocida por su  enorme registro vocal, el más extenso del mundo conocido hasta este momento: exactamente 8 octavas, desde un Sol2 hasta un Sol10. Con esto, tiene la capacidad de superar las notas más agudas de un piano, una guitarra eléctrica y una flauta, incluso algunos alegan que puede ejecutar tonos más agudos que cualquier otro instrumento musical. Así lo declara el documental emitido de History en torno a ella.
Estas hazañas le han valido dos récords Guinness: el más amplio registro vocal y la más alta nota producida por un ser humano.

## Discografía

### Álbumes
- 1999: Black Nature
- 2001: To Da Floor
- 2003: Heart Beats
- 2008: The Renascence of Soul
- 2010: Body on Body

- Datos: Q2466660